# Europamästerskapet i fotboll 2004
Europamästerskapet i fotboll 2004 spelades i Portugal mellan den 12 juni och 4 juli 2004.

## Kvalspel
50 av det europeiska fotbollsförbundet Uefas 51 medlemmar hade lottats in i tio grupper för att under perioden 7 september 2002–11 oktober 2003 försöka kvala in till EURO 2004, som denna EM-turnering också kallades. Den 51:a nationen, Portugal, var automatiskt kvalificerad i egenskap av värdnation.
Femton lag fick göra Portugal sällskap i kampen om Europamästerskapet, de tio gruppvinnarna samt de fem segrarna i playoffet mellan grupptvåorna.

### Kvalificerade nationer
- Bulgarien
- Danmark
- England
- Frankrike
- Grekland
- Italien
- Kroatien
- Lettland
- Nederländerna
- Portugal (värdnation)
- Ryssland
- Schweiz
- Spanien
- Sverige
- Tjeckien
- Tyskland

## Arenor
| · Lissabon Porto Aveiro Faro Braga Guimarães Coimbra Leiria |                           |                              |                   |
| Lissabon                                                    | Lissabon                  | Porto                        |                   |
| Estádio da Luz                                              | Estádio José Alvalade     | Estádio do Dragão            |                   |
| Kapacitet: 64 642                                           | Kapacitet: 50 095         | Kapacitet: 50 033            |                   |
|                                                             |                           |                              |                   |
| Aveiro                                                      | Faro                      | Braga                        |                   |
| Estádio Municipal de Aveiro                                 | Estádio Algarve           | Estádio Municipal de Braga   |                   |
| Kapacitet: 32 830                                           | Kapacitet: 30 305         | Kapacitet: 30 286            |                   |
|                                                             |                           |                              |                   |
| Guimarães                                                   | Coimbra                   | Leiria                       | Porto             |
| Estádio D. Afonso Henriques                                 | Estádio Cidade de Coimbra | Estádio Dr. Magalhães Pessoa | Estádio do Bessa  |
| Kapacitet: 30 000                                           | Kapacitet: 29 622         | Kapacitet: 28 642            | Kapacitet: 28 263 |
|                                                             |                           |                              |                   |

## Lottningen

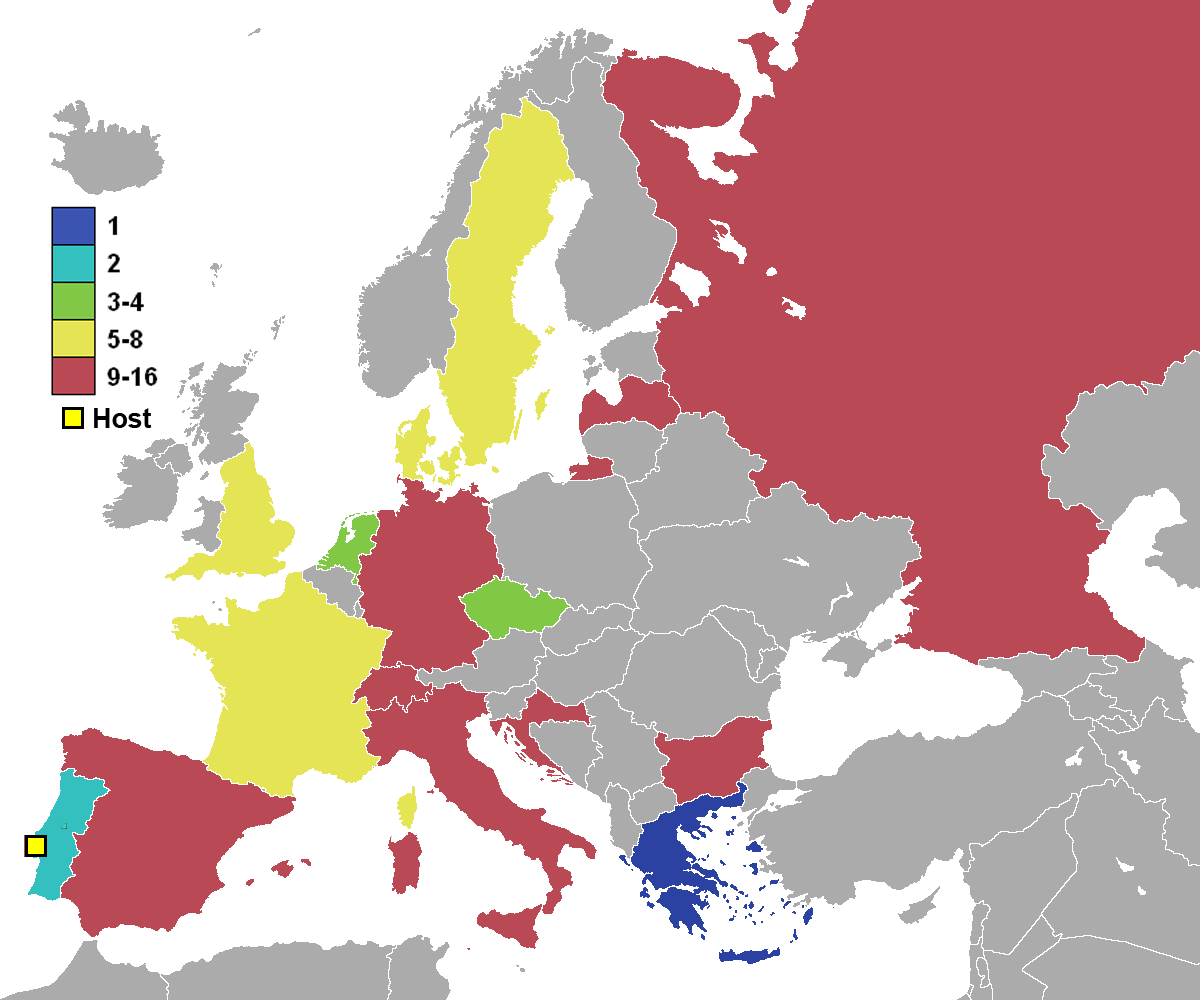
Euro 2004

Den 30 november 2003 hölls lottningsceremonin under vilken de inkvalade lagen tilldelades sina grupper. Lottningen sköttes av 
Gerhard Aigner och Lars-Christer Olsson.
Alla 16 nationer hade delats in i fyra seedningsgrupper, ur vilka man kom att lotta så att varje slutspelsgrupp bestod av ett lag från varje seedningsgrupp. Seedningsgrupperna baserades i sin tur på varje nations resultat (antal tagna poäng genom antal spelade matcher) i de två senaste EM- eller VM-kvalen, i detta fall kvalet till VM 2002 samt kvalet till detta EM-slutspel. Som värdnation var Portugal automatiskt placerade i seedningsgrupp 1.
|                  |          | Grupp A   |           | Grupp B       |  | Grupp C |  | Grupp D |
| Seedningsgrupp 1 | Portugal | Frankrike | Sverige   | Tjeckien      |  |         |  |         |
| Seedningsgrupp 2 | Spanien  | England   | Italien   | Tyskland      |  |         |  |         |
| Seedningsgrupp 3 | Ryssland | Kroatien  | Danmark   | Nederländerna |  |         |  |         |
| Seedningsgrupp 4 | Grekland | Schweiz   | Bulgarien | Lettland      |  |         |  |         |

## Gruppspel
Gruppspelet började 12 juni 2004. Där mötte lagen varandra i en enkelserie. När grupperna färdigspelats gick de två främsta lagen i varje grupp vidare till kvartsfinaler. De fyra kvartsfinalsvinnarna gick vidare till semifinaler, varifrån vinnarna fortsatte till finalen. EM-finalen spelades 4 juli 2004 på Estádio da Luz i Lissabon.

### Grupp A
| Nr | Lag      | S | V | O | F | GM | IM | MS | P |
| -- | -------- | - | - | - | - | -- | -- | -- | - |
| 1  | Portugal | 3 | 2 | 0 | 1 | 4  | 2  | +2 | 6 |
| 2  | Grekland | 3 | 1 | 1 | 1 | 4  | 4  | 0  | 4 |
| 3  | Spanien  | 3 | 1 | 1 | 1 | 2  | 2  | 0  | 4 |
| 4  | Ryssland | 3 | 1 | 0 | 2 | 2  | 4  | −2 | 3 |

|             | 12 juni 2004 | Portugal                | 1 – 2           | Grekland                                         | Estádio do Dragão                                        |                                                          |
| 17:00 UTC+1 | 17:00 UTC+1  | Cristiano Ronaldo 90+3′ | (0 – 1) Rapport | 7′ Giorgos Karagounis 51′ (str.) Angelos Basinas | Porto Publik: 48 761 Domare: Pierluigi Collina (Italien) | Porto Publik: 48 761 Domare: Pierluigi Collina (Italien) |
| 17:00 UTC+1 | 17:00 UTC+1  |                         |                 |                                                  | Porto Publik: 48 761 Domare: Pierluigi Collina (Italien) | Porto Publik: 48 761 Domare: Pierluigi Collina (Italien) |
| 17:00 UTC+1 | 17:00 UTC+1  |                         |                 |                                                  | Porto Publik: 48 761 Domare: Pierluigi Collina (Italien) | Porto Publik: 48 761 Domare: Pierluigi Collina (Italien) |

|             | 12 juni 2004 | Spanien                 | 1 – 0           | Ryssland | Estádio Algarve                                       |                                                       |
| 19:45 UTC+1 | 19:45 UTC+1  | Juan Carlos Valerón 60′ | (0 – 0) Rapport |          | Faro/Loulé Publik: 28 182 Domare: Urs Meier (Schweiz) | Faro/Loulé Publik: 28 182 Domare: Urs Meier (Schweiz) |
| 19:45 UTC+1 | 19:45 UTC+1  |                         |                 |          | Faro/Loulé Publik: 28 182 Domare: Urs Meier (Schweiz) | Faro/Loulé Publik: 28 182 Domare: Urs Meier (Schweiz) |
| 19:45 UTC+1 | 19:45 UTC+1  |                         |                 |          | Faro/Loulé Publik: 28 182 Domare: Urs Meier (Schweiz) | Faro/Loulé Publik: 28 182 Domare: Urs Meier (Schweiz) |

|             | 16 juni 2004 | Grekland               | 1 – 1           | Spanien                | Estádio do Bessa                                      |                                                       |
| 17:00 UTC+1 | 17:00 UTC+1  | Angelos Charisteas 66′ | (0 – 1) Rapport | 28′ Fernando Morientes | Porto Publik: 25 444 Domare: Ľuboš Micheľ (Slovakien) | Porto Publik: 25 444 Domare: Ľuboš Micheľ (Slovakien) |
| 17:00 UTC+1 | 17:00 UTC+1  |                        |                 |                        | Porto Publik: 25 444 Domare: Ľuboš Micheľ (Slovakien) | Porto Publik: 25 444 Domare: Ľuboš Micheľ (Slovakien) |
| 17:00 UTC+1 | 17:00 UTC+1  |                        |                 |                        | Porto Publik: 25 444 Domare: Ľuboš Micheľ (Slovakien) | Porto Publik: 25 444 Domare: Ľuboš Micheľ (Slovakien) |

|             | 16 juni 2004 | Ryssland | 0 – 2           | Portugal                 | Estádio da Luz                                      |                                                     |
| 19:45 UTC+1 | 19:45 UTC+1  |          | (0 – 1) Rapport | 7′ Maniche 89′ Rui Costa | Lissabon Publik: 59 273 Domare: Terje Hauge (Norge) | Lissabon Publik: 59 273 Domare: Terje Hauge (Norge) |
| 19:45 UTC+1 | 19:45 UTC+1  |          |                 |                          | Lissabon Publik: 59 273 Domare: Terje Hauge (Norge) | Lissabon Publik: 59 273 Domare: Terje Hauge (Norge) |
| 19:45 UTC+1 | 19:45 UTC+1  |          |                 |                          | Lissabon Publik: 59 273 Domare: Terje Hauge (Norge) | Lissabon Publik: 59 273 Domare: Terje Hauge (Norge) |

|             | 20 juni 2004 | Spanien | 0 – 1           | Portugal       | Estádio José Alvalade                                  |                                                        |
| 19:45 UTC+1 | 19:45 UTC+1  |         | (0 – 0) Rapport | 57′ Nuno Gomes | Lissabon Publik: 47 491 Domare: Anders Frisk (Sverige) | Lissabon Publik: 47 491 Domare: Anders Frisk (Sverige) |
| 19:45 UTC+1 | 19:45 UTC+1  |         |                 |                | Lissabon Publik: 47 491 Domare: Anders Frisk (Sverige) | Lissabon Publik: 47 491 Domare: Anders Frisk (Sverige) |
| 19:45 UTC+1 | 19:45 UTC+1  |         |                 |                | Lissabon Publik: 47 491 Domare: Anders Frisk (Sverige) | Lissabon Publik: 47 491 Domare: Anders Frisk (Sverige) |

|             | 20 juni 2004 | Ryssland                                 | 2 – 1           | Grekland         | Estádio Algarve                                                |                                                                |
| 19:45 UTC+1 | 19:45 UTC+1  | Dmitrij Kiritjenko 2′ Dmitri Bulykin 17′ | (2 – 1) Rapport | 43′ Zisis Vryzas | Faro/Loulé Publik: 24 347 Domare: Gilles Veissière (Frankrike) | Faro/Loulé Publik: 24 347 Domare: Gilles Veissière (Frankrike) |
| 19:45 UTC+1 | 19:45 UTC+1  |                                          |                 |                  | Faro/Loulé Publik: 24 347 Domare: Gilles Veissière (Frankrike) | Faro/Loulé Publik: 24 347 Domare: Gilles Veissière (Frankrike) |
| 19:45 UTC+1 | 19:45 UTC+1  |                                          |                 |                  | Faro/Loulé Publik: 24 347 Domare: Gilles Veissière (Frankrike) | Faro/Loulé Publik: 24 347 Domare: Gilles Veissière (Frankrike) |

### Grupp B
| Nr | Lag       | S | V | O | F | GM | IM | MS | P |
| -- | --------- | - | - | - | - | -- | -- | -- | - |
| 1  | Frankrike | 3 | 2 | 1 | 0 | 7  | 4  | +3 | 7 |
| 2  | England   | 3 | 2 | 0 | 1 | 8  | 4  | +4 | 6 |
| 3  | Kroatien  | 3 | 0 | 2 | 1 | 4  | 6  | −2 | 2 |
| 4  | Schweiz   | 3 | 0 | 1 | 2 | 1  | 6  | −5 | 1 |

|             | 13 juni 2004 | Schweiz | 0 – 0   | Kroatien | Estádio Dr. Magalhães Pessoa                             |                                                          |
| 17:00 UTC+1 | 17:00 UTC+1  |         | Rapport |          | Leiria Publik: 24 090 Domare: Lucílio Batista (Portugal) | Leiria Publik: 24 090 Domare: Lucílio Batista (Portugal) |
| 17:00 UTC+1 | 17:00 UTC+1  |         |         |          | Leiria Publik: 24 090 Domare: Lucílio Batista (Portugal) | Leiria Publik: 24 090 Domare: Lucílio Batista (Portugal) |
| 17:00 UTC+1 | 17:00 UTC+1  |         |         |          | Leiria Publik: 24 090 Domare: Lucílio Batista (Portugal) | Leiria Publik: 24 090 Domare: Lucílio Batista (Portugal) |

|             | 13 juni 2004 | Frankrike                           | 2 – 1           | England           | Estádio da Luz                                         |                                                        |
| 19:45 UTC+1 | 19:45 UTC+1  | Zinedine Zidane 90+1′, 90+3′ (str.) | (0 – 1) Rapport | 38′ Frank Lampard | Lissabon Publik: 62 487 Domare: Markus Merk (Tyskland) | Lissabon Publik: 62 487 Domare: Markus Merk (Tyskland) |
| 19:45 UTC+1 | 19:45 UTC+1  |                                     |                 |                   | Lissabon Publik: 62 487 Domare: Markus Merk (Tyskland) | Lissabon Publik: 62 487 Domare: Markus Merk (Tyskland) |
| 19:45 UTC+1 | 19:45 UTC+1  |                                     |                 |                   | Lissabon Publik: 62 487 Domare: Markus Merk (Tyskland) | Lissabon Publik: 62 487 Domare: Markus Merk (Tyskland) |

|             | 17 juni 2004 | England                                  | 3 – 0           | Schweiz | Estádio Cidade de Coimbra                                               |                                                                         |
| 17:00 UTC+1 | 17:00 UTC+1  | Wayne Rooney 23′, 75′ Steven Gerrard 82′ | (1 – 0) Rapport |         | Coimbra Publik: 28 214 Domare: Valentin Valentinovitj Ivanov (Ryssland) | Coimbra Publik: 28 214 Domare: Valentin Valentinovitj Ivanov (Ryssland) |
| 17:00 UTC+1 | 17:00 UTC+1  |                                          |                 |         | Coimbra Publik: 28 214 Domare: Valentin Valentinovitj Ivanov (Ryssland) | Coimbra Publik: 28 214 Domare: Valentin Valentinovitj Ivanov (Ryssland) |
| 17:00 UTC+1 | 17:00 UTC+1  |                                          |                 |         | Coimbra Publik: 28 214 Domare: Valentin Valentinovitj Ivanov (Ryssland) | Coimbra Publik: 28 214 Domare: Valentin Valentinovitj Ivanov (Ryssland) |

|             | 17 juni 2004 | Kroatien                              | 2 – 2           | Frankrike                                 | Estádio Dr. Magalhães Pessoa                               |                                                            |
| 19:45 UTC+1 | 19:45 UTC+1  | Milan Rapaić 48′ (str.) Dado Pršo 52′ | (0 – 1) Rapport | 22′ (sjm.) Igor Tudor 64′ David Trezeguet | Leiria Publik: 29 160 Domare: Kim Milton Nielsen (Danmark) | Leiria Publik: 29 160 Domare: Kim Milton Nielsen (Danmark) |
| 19:45 UTC+1 | 19:45 UTC+1  |                                       |                 |                                           | Leiria Publik: 29 160 Domare: Kim Milton Nielsen (Danmark) | Leiria Publik: 29 160 Domare: Kim Milton Nielsen (Danmark) |
| 19:45 UTC+1 | 19:45 UTC+1  |                                       |                 |                                           | Leiria Publik: 29 160 Domare: Kim Milton Nielsen (Danmark) | Leiria Publik: 29 160 Domare: Kim Milton Nielsen (Danmark) |

|             | 21 juni 2004 | Kroatien                     | 2 – 4           | England                                                    | Estádio da Luz                                              |                                                             |
| 19:45 UTC+1 | 19:45 UTC+1  | Niko Kovač 5′ Igor Tudor 73′ | (1 – 2) Rapport | 40′ Paul Scholes 45+1′, 68′ Wayne Rooney 79′ Frank Lampard | Lissabon Publik: 57 047 Domare: Pierluigi Collina (Italien) | Lissabon Publik: 57 047 Domare: Pierluigi Collina (Italien) |
| 19:45 UTC+1 | 19:45 UTC+1  |                              |                 |                                                            | Lissabon Publik: 57 047 Domare: Pierluigi Collina (Italien) | Lissabon Publik: 57 047 Domare: Pierluigi Collina (Italien) |
| 19:45 UTC+1 | 19:45 UTC+1  |                              |                 |                                                            | Lissabon Publik: 57 047 Domare: Pierluigi Collina (Italien) | Lissabon Publik: 57 047 Domare: Pierluigi Collina (Italien) |

|             | 21 juni 2004 | Schweiz              | 1 – 3           | Frankrike                                  | Estádio Cidade de Coimbra                               |                                                         |
| 19:45 UTC+1 | 19:45 UTC+1  | Johan Vonlanthen 26′ | (1 – 1) Rapport | 20′ Zinedine Zidane 76′, 84′ Thierry Henry | Coimbra Publik: 28 111 Domare: Ľuboš Micheľ (Slovakien) | Coimbra Publik: 28 111 Domare: Ľuboš Micheľ (Slovakien) |
| 19:45 UTC+1 | 19:45 UTC+1  |                      |                 |                                            | Coimbra Publik: 28 111 Domare: Ľuboš Micheľ (Slovakien) | Coimbra Publik: 28 111 Domare: Ľuboš Micheľ (Slovakien) |
| 19:45 UTC+1 | 19:45 UTC+1  |                      |                 |                                            | Coimbra Publik: 28 111 Domare: Ľuboš Micheľ (Slovakien) | Coimbra Publik: 28 111 Domare: Ľuboš Micheľ (Slovakien) |

### Grupp C
| Nr | Lag       | S | V | O | F | GM | IM | MS | P |
| -- | --------- | - | - | - | - | -- | -- | -- | - |
| 1  | Sverige   | 3 | 1 | 2 | 0 | 8  | 3  | +5 | 5 |
| 2  | Danmark   | 3 | 1 | 2 | 0 | 4  | 2  | +2 | 5 |
| 3  | Italien   | 3 | 1 | 2 | 0 | 3  | 2  | +1 | 5 |
| 4  | Bulgarien | 3 | 0 | 0 | 3 | 1  | 9  | −8 | 0 |

|             | 14 juni 2004 | Danmark | 0 – 0   | Italien | Estádio D. Afonso Henriques                                       |                                                                   |
| 17:00 UTC+1 | 17:00 UTC+1  |         | Rapport |         | Guimarães Publik: 29 595 Domare: Manuel Mejuto González (Spanien) | Guimarães Publik: 29 595 Domare: Manuel Mejuto González (Spanien) |
| 17:00 UTC+1 | 17:00 UTC+1  |         |         |         | Guimarães Publik: 29 595 Domare: Manuel Mejuto González (Spanien) | Guimarães Publik: 29 595 Domare: Manuel Mejuto González (Spanien) |
| 17:00 UTC+1 | 17:00 UTC+1  |         |         |         | Guimarães Publik: 29 595 Domare: Manuel Mejuto González (Spanien) | Guimarães Publik: 29 595 Domare: Manuel Mejuto González (Spanien) |

|             | 14 juni 2004 | Sverige                                                                                          | 5 – 0           | Bulgarien | Estádio José Alvalade                                |                                                      |
| 19:45 UTC+1 | 19:45 UTC+1  | Fredrik Ljungberg 32′ Henrik Larsson 57′, 58′ Zlatan Ibrahimović 78′ (str.) Marcus Allbäck 90+1′ | (1 – 0) Rapport |           | Lissabon Publik: 31 652 Domare: Mike Riley (England) | Lissabon Publik: 31 652 Domare: Mike Riley (England) |
| 19:45 UTC+1 | 19:45 UTC+1  |                                                                                                  |                 |           | Lissabon Publik: 31 652 Domare: Mike Riley (England) | Lissabon Publik: 31 652 Domare: Mike Riley (England) |
| 19:45 UTC+1 | 19:45 UTC+1  |                                                                                                  |                 |           | Lissabon Publik: 31 652 Domare: Mike Riley (England) | Lissabon Publik: 31 652 Domare: Mike Riley (England) |

|             | 18 juni 2004 | Bulgarien | 0 – 2           | Danmark                                     | Estádio Municipal de Braga                              |                                                         |
| 17:00 UTC+1 | 17:00 UTC+1  |           | (0 – 1) Rapport | 44′ Jon Dahl Tomasson 90+2′ Jesper Grønkjær | Braga Publik: 24 131 Domare: Lucílio Batista (Portugal) | Braga Publik: 24 131 Domare: Lucílio Batista (Portugal) |
| 17:00 UTC+1 | 17:00 UTC+1  |           |                 |                                             | Braga Publik: 24 131 Domare: Lucílio Batista (Portugal) | Braga Publik: 24 131 Domare: Lucílio Batista (Portugal) |
| 17:00 UTC+1 | 17:00 UTC+1  |           |                 |                                             | Braga Publik: 24 131 Domare: Lucílio Batista (Portugal) | Braga Publik: 24 131 Domare: Lucílio Batista (Portugal) |

|             | 18 juni 2004 | Italien             | 1 – 1           | Sverige                | Estádio do Dragão                                |                                                  |
| 19:45 UTC+1 | 19:45 UTC+1  | Antonio Cassano 37′ | (1 – 0) Rapport | 85′ Zlatan Ibrahimović | Porto Publik: 44 926 Domare: Urs Meier (Schweiz) | Porto Publik: 44 926 Domare: Urs Meier (Schweiz) |
| 19:45 UTC+1 | 19:45 UTC+1  |                     |                 |                        | Porto Publik: 44 926 Domare: Urs Meier (Schweiz) | Porto Publik: 44 926 Domare: Urs Meier (Schweiz) |
| 19:45 UTC+1 | 19:45 UTC+1  |                     |                 |                        | Porto Publik: 44 926 Domare: Urs Meier (Schweiz) | Porto Publik: 44 926 Domare: Urs Meier (Schweiz) |

|             | 22 juni 2004 | Italien                                   | 2 – 1           | Bulgarien                | Estádio D. Afonso Henriques                                               |                                                                           |
| 19:45 UTC+1 | 19:45 UTC+1  | Simone Perrotta 48′ Antonio Cassano 90+4′ | (0 – 1) Rapport | 45′ (str.) Martin Petrov | Guimarães Publik: 16 002 Domare: Valentin Valentinovitj Ivanov (Ryssland) | Guimarães Publik: 16 002 Domare: Valentin Valentinovitj Ivanov (Ryssland) |
| 19:45 UTC+1 | 19:45 UTC+1  |                                           |                 |                          | Guimarães Publik: 16 002 Domare: Valentin Valentinovitj Ivanov (Ryssland) | Guimarães Publik: 16 002 Domare: Valentin Valentinovitj Ivanov (Ryssland) |
| 19:45 UTC+1 | 19:45 UTC+1  |                                           |                 |                          | Guimarães Publik: 16 002 Domare: Valentin Valentinovitj Ivanov (Ryssland) | Guimarães Publik: 16 002 Domare: Valentin Valentinovitj Ivanov (Ryssland) |

|             | 22 juni 2004 | Danmark                    | 2 – 2           | Sverige                                      | Estádio do Bessa                                    |                                                     |
| 19:45 UTC+1 | 19:45 UTC+1  | Jon Dahl Tomasson 28′, 66′ | (1 – 0) Rapport | 47′ (str.) Henrik Larsson 89′ Mattias Jonson | Porto Publik: 26 115 Domare: Markus Merk (Tyskland) | Porto Publik: 26 115 Domare: Markus Merk (Tyskland) |
| 19:45 UTC+1 | 19:45 UTC+1  |                            |                 |                                              | Porto Publik: 26 115 Domare: Markus Merk (Tyskland) | Porto Publik: 26 115 Domare: Markus Merk (Tyskland) |
| 19:45 UTC+1 | 19:45 UTC+1  |                            |                 |                                              | Porto Publik: 26 115 Domare: Markus Merk (Tyskland) | Porto Publik: 26 115 Domare: Markus Merk (Tyskland) |

### Grupp D
| Nr | Lag           | S | V | O | F | GM | IM | MS | P |
| -- | ------------- | - | - | - | - | -- | -- | -- | - |
| 1  | Tjeckien      | 3 | 3 | 0 | 0 | 7  | 4  | +3 | 9 |
| 2  | Nederländerna | 3 | 1 | 1 | 1 | 6  | 4  | +2 | 4 |
| 3  | Tyskland      | 3 | 0 | 2 | 1 | 2  | 3  | −1 | 2 |
| 4  | Lettland      | 3 | 0 | 1 | 2 | 1  | 5  | −4 | 1 |

|             | 15 juni 2004 | Tjeckien                        | 2 – 1           | Lettland                 | Estádio Municipal de Aveiro                                |                                                            |
| 17:00 UTC+1 | 17:00 UTC+1  | Milan Baroš 73′ Marek Heinz 85′ | (0 – 1) Rapport | 45+1′ Māris Verpakovskis | Aveiro Publik: 21 744 Domare: Gilles Veissière (Frankrike) | Aveiro Publik: 21 744 Domare: Gilles Veissière (Frankrike) |
| 17:00 UTC+1 | 17:00 UTC+1  |                                 |                 |                          | Aveiro Publik: 21 744 Domare: Gilles Veissière (Frankrike) | Aveiro Publik: 21 744 Domare: Gilles Veissière (Frankrike) |
| 17:00 UTC+1 | 17:00 UTC+1  |                                 |                 |                          | Aveiro Publik: 21 744 Domare: Gilles Veissière (Frankrike) | Aveiro Publik: 21 744 Domare: Gilles Veissière (Frankrike) |

|             | 15 juni 2004 | Tyskland           | 1 – 1           | Nederländerna           | Estádio do Dragão                                   |                                                     |
| 19:45 UTC+1 | 19:45 UTC+1  | Torsten Frings 30′ | (1 – 0) Rapport | 81′ Ruud van Nistelrooy | Porto Publik: 48 197 Domare: Anders Frisk (Sverige) | Porto Publik: 48 197 Domare: Anders Frisk (Sverige) |
| 19:45 UTC+1 | 19:45 UTC+1  |                    |                 |                         | Porto Publik: 48 197 Domare: Anders Frisk (Sverige) | Porto Publik: 48 197 Domare: Anders Frisk (Sverige) |
| 19:45 UTC+1 | 19:45 UTC+1  |                    |                 |                         | Porto Publik: 48 197 Domare: Anders Frisk (Sverige) | Porto Publik: 48 197 Domare: Anders Frisk (Sverige) |

|             | 19 juni 2004 | Lettland | 0 – 0   | Tyskland | Estádio do Bessa                                  |                                                   |
| 17:00 UTC+1 | 17:00 UTC+1  |          | Rapport |          | Porto Publik: 22 344 Domare: Mike Riley (England) | Porto Publik: 22 344 Domare: Mike Riley (England) |
| 17:00 UTC+1 | 17:00 UTC+1  |          |         |          | Porto Publik: 22 344 Domare: Mike Riley (England) | Porto Publik: 22 344 Domare: Mike Riley (England) |
| 17:00 UTC+1 | 17:00 UTC+1  |          |         |          | Porto Publik: 22 344 Domare: Mike Riley (England) | Porto Publik: 22 344 Domare: Mike Riley (England) |

|             | 19 juni 2004 | Nederländerna                            | 2 – 3           | Tjeckien                                           | Estádio Municipal de Aveiro                                    |                                                                |
| 19:45 UTC+1 | 19:45 UTC+1  | Wilfred Bouma 4′ Ruud van Nistelrooy 19′ | (2 – 1) Rapport | 23′ Jan Koller 71′ Milan Baroš 88′ Vladimír Šmicer | Aveiro Publik: 29 935 Domare: Manuel Mejuto González (Spanien) | Aveiro Publik: 29 935 Domare: Manuel Mejuto González (Spanien) |
| 19:45 UTC+1 | 19:45 UTC+1  |                                          |                 |                                                    | Aveiro Publik: 29 935 Domare: Manuel Mejuto González (Spanien) | Aveiro Publik: 29 935 Domare: Manuel Mejuto González (Spanien) |
| 19:45 UTC+1 | 19:45 UTC+1  |                                          |                 |                                                    | Aveiro Publik: 29 935 Domare: Manuel Mejuto González (Spanien) | Aveiro Publik: 29 935 Domare: Manuel Mejuto González (Spanien) |

|             | 23 juni 2004 | Nederländerna                                      | 3 – 0   | Lettland | Estádio Municipal de Braga                                |                                                           |
| 19:45 UTC+1 | 19:45 UTC+1  | Ruud van Nistelrooy 27′ (str.), 35′ Roy Makaay 84′ | Rapport |          | Braga Publik: 27 904 Domare: Kim Milton Nielsen (Danmark) | Braga Publik: 27 904 Domare: Kim Milton Nielsen (Danmark) |
| 19:45 UTC+1 | 19:45 UTC+1  |                                                    |         |          | Braga Publik: 27 904 Domare: Kim Milton Nielsen (Danmark) | Braga Publik: 27 904 Domare: Kim Milton Nielsen (Danmark) |
| 19:45 UTC+1 | 19:45 UTC+1  |                                                    |         |          | Braga Publik: 27 904 Domare: Kim Milton Nielsen (Danmark) | Braga Publik: 27 904 Domare: Kim Milton Nielsen (Danmark) |

|             | 23 juni 2004 | Tyskland            | 1 – 2           | Tjeckien                        | Estádio José Alvalade                               |                                                     |
| 19:45 UTC+1 | 19:45 UTC+1  | Michael Ballack 21′ | (1 – 1) Rapport | 30′ Marek Heinz 77′ Milan Baroš | Lissabon Publik: 46 849 Domare: Terje Hauge (Norge) | Lissabon Publik: 46 849 Domare: Terje Hauge (Norge) |
| 19:45 UTC+1 | 19:45 UTC+1  |                     |                 |                                 | Lissabon Publik: 46 849 Domare: Terje Hauge (Norge) | Lissabon Publik: 46 849 Domare: Terje Hauge (Norge) |
| 19:45 UTC+1 | 19:45 UTC+1  |                     |                 |                                 | Lissabon Publik: 46 849 Domare: Terje Hauge (Norge) | Lissabon Publik: 46 849 Domare: Terje Hauge (Norge) |

## Slutspel

### Slutspelsträd
|  | Kvartsfinaler        | Kvartsfinaler |               |       | Semifinaler | Semifinaler |  |  | Final | Final |
|  |                      |               |               |       |             |             |  |  |       |       |
|  |                      |               |               |       |             |             |  |  |       |       |
|  |                      |               |               |       |             |             |  |  |       |       |
|  | Portugal (str.)      | 2 (6)         |               |       |             |             |  |  |       |       |
|  | Portugal (str.)      | 2 (6)         |               |       |             |             |  |  |       |       |
|  | England              | 2 (5)         |               |       |             |             |  |  |       |       |
|  | England              | 2 (5)         | Portugal      | 2     |             |             |  |  |       |       |
|  |                      |               | Portugal      | 2     |             |             |  |  |       |       |
|  |                      | Nederländerna | 1             |       |             |             |  |  |       |       |
|  | Sverige              | Nederländerna | 1             | 0 (4) |             |             |  |  |       |       |
|  | Sverige              |               |               | 0 (4) |             |             |  |  |       |       |
|  | Nederländerna (str.) | 0 (5)         |               |       |             |             |  |  |       |       |
|  | Nederländerna (str.) | 0 (5)         | Portugal      | 0     |             |             |  |  |       |       |
|  |                      |               | Portugal      | 0     |             |             |  |  |       |       |
|  |                      | Grekland      | 1             |       |             |             |  |  |       |       |
|  | Frankrike            | Grekland      | 1             | 0     |             |             |  |  |       |       |
|  | Frankrike            |               |               | 0     |             |             |  |  |       |       |
|  | Grekland             | 1             |               |       |             |             |  |  |       |       |
|  | Grekland             | 1             | Grekland (SG) | 1     |             |             |  |  |       |       |
|  |                      |               | Grekland (SG) | 1     |             |             |  |  |       |       |
|  |                      | Tjeckien      | 0             |       |             |             |  |  |       |       |
|  | Tjeckien             | Tjeckien      | 0             | 3     |             |             |  |  |       |       |
|  | Tjeckien             |               |               | 3     |             |             |  |  |       |       |
|  | Danmark              | 0             |               |       |             |             |  |  |       |       |
|  | Danmark              | 0             |               |       |             |             |  |  |       |       |

### Kvartsfinaler
|             | 24 juni 2004 | Portugal                                                                              | 0000 2 – 2 (e.fl.)         | England                                                                                        | Estádio da Luz                                      |                                                     |
| 19:45 UTC+1 | 19:45 UTC+1  | Hélder Postiga 83′ Rui Costa 110′                                                     | (0 – 1) Rapport            | 3′ Michael Owen 115′ Frank Lampard                                                             | Lissabon Publik: 65 000 Domare: Urs Meier (Schweiz) | Lissabon Publik: 65 000 Domare: Urs Meier (Schweiz) |
| 19:45 UTC+1 | 19:45 UTC+1  |                                                                                       |                            |                                                                                                | Lissabon Publik: 65 000 Domare: Urs Meier (Schweiz) | Lissabon Publik: 65 000 Domare: Urs Meier (Schweiz) |
| 19:45 UTC+1 | 19:45 UTC+1  | Deco Simão Sabrosa Rui Costa Cristiano Ronaldo Maniche Hélder Postiga Ricardo Pereira | Straffsparksläggning 6 – 5 | David Beckham Michael Owen Frank Lampard John Terry Owen Hargreaves Ashley Cole Darius Vassell | Lissabon Publik: 65 000 Domare: Urs Meier (Schweiz) | Lissabon Publik: 65 000 Domare: Urs Meier (Schweiz) |

|             | 25 juni 2004 | Frankrike | 0 – 1           | Grekland               | Estádio José Alvalade                                  |                                                        |
| 19:45 UTC+1 | 19:45 UTC+1  |           | (0 – 0) Rapport | 65′ Angelos Charisteas | Lissabon Publik: 45 390 Domare: Anders Frisk (Sverige) | Lissabon Publik: 45 390 Domare: Anders Frisk (Sverige) |
| 19:45 UTC+1 | 19:45 UTC+1  |           |                 |                        | Lissabon Publik: 45 390 Domare: Anders Frisk (Sverige) | Lissabon Publik: 45 390 Domare: Anders Frisk (Sverige) |
| 19:45 UTC+1 | 19:45 UTC+1  |           |                 |                        | Lissabon Publik: 45 390 Domare: Anders Frisk (Sverige) | Lissabon Publik: 45 390 Domare: Anders Frisk (Sverige) |

|             | 26 juni 2004 | Sverige                                                                                               | 0000 0 – 0 (e.fl.)         | Nederländerna                                                                           | Estádio do Algarve                                         |                                                            |
| 19:45 UTC+1 | 19:45 UTC+1  | | Rapport                    |                                                                                         | Faro/Loulé Publik: 30 000 Domare: Ľuboš Micheľ (Slovakien) | Faro/Loulé Publik: 30 000 Domare: Ľuboš Micheľ (Slovakien) |
| 19:45 UTC+1 | 19:45 UTC+1  | |                            |                                                                                         | Faro/Loulé Publik: 30 000 Domare: Ľuboš Micheľ (Slovakien) | Faro/Loulé Publik: 30 000 Domare: Ľuboš Micheľ (Slovakien) |
| 19:45 UTC+1 | 19:45 UTC+1  | Kim Källström Henrik Larsson Zlatan Ibrahimović Fredrik Ljungberg Christian Wilhelmsson Olof Mellberg | Straffsparksläggning 4 – 5 | Ruud van Nistelrooy John Heitinga Michael Reiziger Phillip Cocu Roy Makaay Arjen Robben | Faro/Loulé Publik: 30 000 Domare: Ľuboš Micheľ (Slovakien) | Faro/Loulé Publik: 30 000 Domare: Ľuboš Micheľ (Slovakien) |

|             | 27 juni 2004 | Tjeckien                            | 3 – 0           | Danmark | Estádio do Dragão                                                     |                                                                       |
| 19:45 UTC+1 | 19:45 UTC+1  | Jan Koller 49′ Milan Baroš 63′, 65′ | (0 – 0) Rapport |         | Porto Publik: 41 092 Domare: Valentin Valentinovitj Ivanov (Ryssland) | Porto Publik: 41 092 Domare: Valentin Valentinovitj Ivanov (Ryssland) |
| 19:45 UTC+1 | 19:45 UTC+1  |                                     |                 |         | Porto Publik: 41 092 Domare: Valentin Valentinovitj Ivanov (Ryssland) | Porto Publik: 41 092 Domare: Valentin Valentinovitj Ivanov (Ryssland) |
| 19:45 UTC+1 | 19:45 UTC+1  |                                     |                 |         | Porto Publik: 41 092 Domare: Valentin Valentinovitj Ivanov (Ryssland) | Porto Publik: 41 092 Domare: Valentin Valentinovitj Ivanov (Ryssland) |

### Semifinaler
|             | 30 juni 2004 | Portugal                          | 2 – 1           | Nederländerna            | Estádio José Alvalade                                  |                                                        |
| 19:45 UTC+1 | 19:45 UTC+1  | Cristiano Ronaldo 26′ Maniche 58′ | (1 – 0) Rapport | 63′ (sjm.) Jorge Andrade | Lissabon Publik: 46 670 Domare: Anders Frisk (Sverige) | Lissabon Publik: 46 670 Domare: Anders Frisk (Sverige) |
| 19:45 UTC+1 | 19:45 UTC+1  |                                   |                 |                          | Lissabon Publik: 46 670 Domare: Anders Frisk (Sverige) | Lissabon Publik: 46 670 Domare: Anders Frisk (Sverige) |
| 19:45 UTC+1 | 19:45 UTC+1  |                                   |                 |                          | Lissabon Publik: 46 670 Domare: Anders Frisk (Sverige) | Lissabon Publik: 46 670 Domare: Anders Frisk (Sverige) |

|             | 1 juli 2004 | Grekland               | 00001 – 0 (SG)  | Tjeckien | Estádio do Dragão                                        |                                                          |
| 19:45 UTC+1 | 19:45 UTC+1 | Traianos Dellas 105+1′ | (0 – 0) Rapport |          | Porto Publik: 42 449 Domare: Pierluigi Collina (Italien) | Porto Publik: 42 449 Domare: Pierluigi Collina (Italien) |
| 19:45 UTC+1 | 19:45 UTC+1 |                        |                 |          | Porto Publik: 42 449 Domare: Pierluigi Collina (Italien) | Porto Publik: 42 449 Domare: Pierluigi Collina (Italien) |
| 19:45 UTC+1 | 19:45 UTC+1 |                        |                 |          | Porto Publik: 42 449 Domare: Pierluigi Collina (Italien) | Porto Publik: 42 449 Domare: Pierluigi Collina (Italien) |

### Final
|             | 4 juli 2004 | Portugal | 0 – 1           | Grekland               | Estádio da Luz                                         |                                                        |
| 19:45 UTC+1 | 19:45 UTC+1 |          | (0 – 0) Rapport | 57′ Angelos Charisteas | Lissabon Publik: 62 865 Domare: Markus Merk (Tyskland) | Lissabon Publik: 62 865 Domare: Markus Merk (Tyskland) |
| 19:45 UTC+1 | 19:45 UTC+1 |          |                 |                        | Lissabon Publik: 62 865 Domare: Markus Merk (Tyskland) | Lissabon Publik: 62 865 Domare: Markus Merk (Tyskland) |
| 19:45 UTC+1 | 19:45 UTC+1 |          |                 |                        | Lissabon Publik: 62 865 Domare: Markus Merk (Tyskland) | Lissabon Publik: 62 865 Domare: Markus Merk (Tyskland) |

## Statistik

### Målgörare
Skytteligan vanns av Milan Baroš med fem mål.
| 5 mål - Milan Baroš 4 mål - Ruud van Nistelrooy - Wayne Rooney 3 mål - Jon Dahl Tomasson - Frank Lampard - Zinedine Zidane - Angelos Charisteas - Henrik Larsson 2 mål - Marek Heinz - Jan Koller - Thierry Henry - Antonio Cassano - Cristiano Ronaldo - Maniche - Rui Costa - Zlatan Ibrahimović | 1 mål - Martin Petrov - Dado Pršo - Igor Tudor - Milan Rapaić - Niko Kovač - Vladimír Šmicer - Jesper Grønkjær - Michael Owen - Paul Scholes - Steven Gerrard - David Trezeguet - Michael Ballack - Torsten Frings - Angelos Basinas - Giorgos Karagounis - Traianos Dellas - Zisis Vryzas - Simone Perrotta - Māris Verpakovskis - Roy Makaay | 1 mål (forts.) - Wilfred Bouma - Hélder Postiga - Nuno Gomes - Fernando Morientes - Juan Carlos Valerón - Fredrik Ljungberg - Marcus Allbäck - Mattias Jonson - Dmitri Bulykin - Dmitrij Kiritjenko - Johann Vonlanthen Självmål - Igor Tudor (spelandes mot Frankrike) - Jorge Andrade (spelandes mot Nederländerna) |

### Priser
UEFA Team of the Tournament
| Målvakter            | Försvarare          | Mittfältare         | Anfallare           |
| Petr Čech            | Sol Campbell        | Michael Ballack     | Milan Baroš         |
| Antonios Nikopolidis | Ashley Cole         | Luís Figo           | Angelos Charisteas  |
|                      | Traianos Dellas     | Frank Lampard       | Henrik Larsson      |
|                      | Olof Mellberg       | Maniche             | Cristiano Ronaldo   |
|                      | Ricardo Carvalho    | Pavel Nedvěd        | Wayne Rooney        |
|                      | Giourkas Seitaridis | Theodoros Zagorakis | Jon Dahl Tomasson   |
|                      | Gianluca Zambrotta  | Zinedine Zidane     | Ruud van Nistelrooy |

Guldskon
- Milan Baroš

UEFA Player of the Tournament
- Theodoros Zagorakis

### Sammanlagd tabell
Resultaten är räknade efter full tid, tre poäng för vinst, en poäng för oavgjort.
|    | Lag           | S | V | O | F | GM | GMs  | IM | IMs  | MS | P  | Ps    |
| -- | ------------- | - | - | - | - | -- | ---- | -- | ---- | -- | -- | ----- |
| 1  | Tjeckien      | 5 | 4 | 1 | 0 | 10 | 2,00 | 4  | 0,80 | +6 | 13 | 2,600 |
| 2  | Grekland      | 6 | 3 | 2 | 1 | 6  | 1,00 | 4  | 0,67 | +2 | 11 | 1,833 |
| 3  | Frankrike     | 4 | 2 | 1 | 1 | 7  | 1,75 | 5  | 1,25 | +2 | 7  | 1,750 |
| 4  | England       | 4 | 2 | 1 | 1 | 9  | 2,25 | 5  | 1,25 | +4 | 7  | 1,750 |
| 5  | Portugal      | 6 | 3 | 1 | 2 | 7  | 1,17 | 5  | 0,83 | +2 | 10 | 1,667 |
| 6  | Italien       | 3 | 1 | 2 | 0 | 3  | 1,00 | 2  | 0,67 | +1 | 5  | 1,667 |
| 7  | Sverige       | 4 | 1 | 3 | 0 | 8  | 2,00 | 3  | 0,75 | +5 | 6  | 1,500 |
| 8  | Spanien       | 3 | 1 | 1 | 1 | 2  | 0,67 | 2  | 0,67 | 0  | 4  | 1,333 |
| 9  | Danmark       | 4 | 1 | 2 | 1 | 4  | 1,00 | 5  | 1,25 | -1 | 5  | 1,250 |
| 10 | Nederländerna | 5 | 1 | 2 | 2 | 7  | 1,40 | 6  | 1,20 | +1 | 5  | 1,000 |
| 11 | Ryssland      | 3 | 1 | 0 | 2 | 2  | 0,67 | 4  | 1,33 | -2 | 3  | 1,000 |
| 12 | Kroatien      | 3 | 0 | 2 | 1 | 4  | 1,33 | 6  | 2,00 | -2 | 2  | 0,667 |
| 13 | Tyskland      | 3 | 0 | 2 | 1 | 2  | 0,67 | 3  | 1,00 | -1 | 2  | 0,667 |
| 14 | Schweiz       | 3 | 0 | 1 | 2 | 1  | 0,33 | 6  | 2,00 | -5 | 1  | 0,333 |
| 15 | Lettland      | 3 | 0 | 1 | 2 | 1  | 0,33 | 5  | 2,67 | -4 | 1  | 0,333 |
| 16 | Bulgarien     | 3 | 0 | 0 | 3 | 1  | 0,33 | 9  | 3,00 | -8 | 0  | 0,000 |